# Rally di Roma Capitale 2017
El Rally di Roma Capitale 2017, oficialmente 5º Rally di Roma Capitale, fue la quinta edición (primera dentro del ERC) y la séptima ronda de la temporada 2017 del Campeonato de Europa de Rally. Se celebró del 14 al 17 de septiembre y contó con un itinerario de doce tramos sobre asfalto que sumaban un total de 202,48 km cronometrados.
El ganador de la prueba fue el francés Bryan Bouffier que consiguió su segunda victoria de la temporada al imponerse por solo tres milésimas al polaco Kajetan Kajetanowicz, el último escalón del podio fue ocupado por el portugués Bruno Magalhães.

## Itinerario
| Día                      | Tramo | Nombre                       | Distancia | Ganador de la etapa  | Automóvil       | Tiempo  | Líder de la general  |
| ------------------------ | ----- | ---------------------------- | --------- | -------------------- | --------------- | ------- | -------------------- |
| Día 1 (14 de septiembre) | -     | Fiuggi (Shakedown)           | 3.48 km   | Alexey Lukyanuk      | Ford Fiesta R5  | 2:19.8  | -                    |
| Día 2 (15 de septiembre) | SS1   | ACI Roma Arena               | 1.80 km   | Nikolay Gryazin      | Škoda Fabia R5  | 1:47.9  | Nikolay Gryazin      |
| Día 3 (16 de septiembre) | SS2   | Colle San Magno 1            | 13.65 km  | Alexey Lukyanuk      | Ford Fiesta R5  | 8:21.7  | Alexey Lukyanuk      |
| Día 3 (16 de septiembre) | SS3   | Greci - Pico 1               | 26.44 km  | Bryan Bouffier       | Ford Fiesta R5  | 15:09.5 | Alexey Lukyanuk      |
| Día 3 (16 de septiembre) | SS4   | Pico                         | 14.34 km  | Alexey Lukyanuk      | Ford Fiesta R5  | 7:34.8  | Alexey Lukyanuk      |
| Día 3 (16 de septiembre) | SS5   | Colle San Magno 2            | 13.65 km  | Alexey Lukyanuk      | Ford Fiesta R5  | 8:17.2  | Alexey Lukyanuk      |
| Día 3 (16 de septiembre) | SS6   | Greci - Pico 2               | 26.44 km  | Bryan Bouffier       | Ford Fiesta R5  | 15:14.7 | Bryan Bouffier       |
| Día 4 (17 de septiembre) | SS7   | Cave - Rocca Santo Stefano 1 | 32.70 km  | Kajetan Kajetanowicz | Ford Fiesta R5  | 21:15.4 | Kajetan Kajetanowicz |
| Día 4 (17 de septiembre) | SS8   | Monastero - Jenne 1          | 8.63 km   | Kajetan Kajetanowicz | Ford Fiesta R5  | 5:12.9  | Kajetan Kajetanowicz |
| Día 4 (17 de septiembre) | SS9   | Altipiani - Guarcino 1       | 11.75 km  | Kajetan Kajetanowicz | Ford Fiesta R5  | 6:45.1  | Kajetan Kajetanowicz |
| Día 4 (17 de septiembre) | SS10  | Cave - Rocca Santo Stefano 2 | 32.70 km  | Bryan Bouffier       | Ford Fiesta R5  | 20:26.7 | Bryan Bouffier       |
| Día 4 (17 de septiembre) | SS11  | Monastero - Jenne 2          | 8.63 km   | José Antonio Suárez  | Peugeot 208 T16 | 5:02.2  | Kajetan Kajetanowicz |
| Día 4 (17 de septiembre) | SS12  | Altipiani - Guarcino 2       | 11.75 km  | Bryan Bouffier       | Ford Fiesta R5  | 6:38.1  | Bryan Bouffier       |
| Fuente:ewrc-results.com  |       |                              |           |                      |                 |         |                      |

## Clasificación final
| Pos.                     | Piloto               | Copiloto           | Automóvil      | Equipo                     | Tiempo    | Puntos |
| ------------------------ | -------------------- | ------------------ | -------------- | -------------------------- | --------- | ------ |
| 1                        | Bryan Bouffier       | Xavier Panseri     | Ford Fiesta R5 | Gemini Clinic Rally Team   | 2:02:16.0 | 25+13  |
| 2                        | Kajetan Kajetanowicz | Jarosław Baran     | Ford Fiesta R5 | Lotos Rally Team           | +0.3      | 18+13  |
| 3                        | Bruno Magalhães      | Hugo Magalhães     | Škoda Fabia R5 | Bruno Magalhães            | +57.9     | 15+10  |
| 4                        | Grzegorz Grzyb       | Jakub Wróbel       | Škoda Fabia R5 | Rufa Sport                 | +1:18.3   | 12+7   |
| 5                        | Simone Tempestini    | Sergiu Itu         | Citroën DS3 R5 | Simone Tempestini          | +1:55.4   | 10+5   |
| 6                        | Jan Černý            | Petr Černohorský   | Škoda Fabia R5 | ACCR Czech Team            | +2:10.4   | 8+2    |
| 7                        | Łukasz Habaj         | Daniel Dymurski    | Ford Fiesta R5 | Rallytechnology            | +2:25.5   | 6+1    |
| 8                        | Nikolay Gryazin      | Yaroslav Fedorov   | Škoda Fabia R5 | Sports Racing Technologies | +2:55.6   | 4+1    |
| 9                        | Stéphane Consani     | Valentin Salmon    | Ford Fiesta R5 | Stéphane Consani           | +3:17.2   | 2      |
| 10                       | Tonino Di Cosimo     | Paolo Francescucci | Škoda Fabia R5 | Tonino Di Cosimo           | +4:21.9   | 1      |
| Fuente: ewrc-results.com |                      |                    |                |                            |           |        |